# Khurtmani
Khurtmani es un cultivar de higuera del tipo Smyrna Ficus carica bífera (con dos cosechas por temporada, brevas e higos de otoño), de higos que tienen color de piel rojizo con unas costillas moradas. Muy cultivado en Oriente Medio y sobre todo en Israel). Estos higos son capaces de ser cultivados en USDA Hardiness Zones 9b a más cálido.

## Sinonimia
- „Red Israel“[5][6]
- „Red Palestine“,
- „Mwazi“,
- „Eseli“,
- „Esely“,

## Historia
Los higos han estado acompañando al ser humano durante miles de años, formando parte de nuestra historia gastronómica y cultural. Investigadores de Israel han demostrado que el Homo sapiens ya se había iniciado en el cultivo de las higueras hace más de 13.000 años. Esto ha sido posible gracias a la datación de un fósil de higo encontrado entre las ruinas de una casa situada en las cercanías de río Jordán. El higo encontrado no tiene semillas, y eso es algo muy poco usual en la naturaleza. Se trata de una mutación espontánea que permite que la higuera forme higos sin necesidad de polinización y que ha sido aprovechada por los humanos reproduciéndola mediante plantación de estacas.
'Khurtmani' (significa "el dueño del arco" o "la nariz") es el primer higo en importancia de cultivo en Israel. Fue descrito por Grasovsky y Weitz en 1932. Los expertos israelíes lo consideran el primero y el mejor de los higos cultivados en Israel tanto por su sabor como su aroma y su calidad. Los sinónimos para este en Israel son 'Mwazi' (el nombre dado por los aldeanos de Judea) y 'Esely', que significa "cariño".
Muchas de las variedades de higos de Oriente Medio recibieron nombres descriptivos basados en la forma, el color o el sabor. Por ejemplo, la variedad llamada 'Byadi', que proviene de la palabra "Abyad" para el blanco, se puede encontrar en diferentes áreas del Líbano, Siria  y Jordania, y muchas variedades recibieron ese nombre, aunque no son genéticamente las mismas.
Hay una gran confusión de denominaciones en variedades de higos en Oriente Medio, debido a la falta de atención dada por estos países para evaluar y seleccionar variedades conocidas.

## Características
Las higueras Khurtmani son del tipo smyrna Ficus carica bífera, es un gran árbol y moderadamente fructífero. Sus frutos son de forma oblonga con color de piel rojizo con unas costillas moradas. Su pulpa es de un color ámbar con tinte rojizo, muy dulce. Las brevas maduran en julio, y los higos de maduración tardía, a finales de septiembre.

## Cultivo
Muy cultivado en todos los países de Oriente Medio, pero sobre todo en Israel.
Durante el invierno, los higos frescos israelíes tienen mucha demanda en los países del norte de Europa, ya que completan el hueco entre las temporadas turca y brasileña. La campaña suele durar de octubre a enero, dependiendo del tiempo que haga.